# Histoires diaboliques
Histoires diaboliques est un recueil de nouvelles policières américaines publié en France en septembre 1986 chez Presses Pocket, no 2365  (ISBN 2-266-01767-5).
Il s'agit de la traduction française partielle du recueil Hitchcock in Prime publié aux États-Unis en 1985. Le recueil, de 278 pages, regroupe treize nouvelles publiées dans les pulps américains entre 1931 et 1970.
Plusieurs auteurs de ces nouvelles n'ont pas signé de leur vrai nom, mais d'un pseudonyme.

## Liste des nouvelles

### Ainsi mourut Riabouchinska
- Auteur : Ray Bradbury
- Titre original : And So Died Riabouchinska (1953)
- Dans le recueil : p. 7 à 25
- Liens externes :
  - « Ainsi mourut Riabouchinska » sur le site NooSFere
- Résumé : Un homme, Ockham, est découvert mort. Qui l'a tué ? Les soupçons s'orientent vers Fabian, un marionnettiste ventriloque, qui fait des numéros de ventriloquie avec sa partenaire, la marionnette Riabouchinska. Le policier chargé de l'enquête découvre que 20 ans auparavant, l'assistance personnelle de Fabian avait disparu du jour au lendemain, sans avoir donné d'explications à quiconque. Or une photographie de la jeune femme montre que celle-ci a les traits de Riabouchinska, la marionnette fétiche de Fabian. Celui-ci paraît « amoureux » de sa marionnette : n'aurait-il pas jadis assassiné son assistante et donné ses traits à la marionnette ? Et Ockham, ayant découvert le meurtre oublié, n'aurait-il pas tenté de faire chanter Fabian, qui en retour l'aurait assassiné ? Le policier n'a cependant aucune preuve : aucune trace, aucun aveu, aucun mobile certain. La nouvelle se termine sur un mode étrange et fantastique : une voix sort de la bouche de Fabian ; c'est la voix de Riabouchinska qui accuse Fabian d'avoir tué Ockham !

### Une corde pour deux
- Auteur : Clark Howard
- Titre original : Enough Rope for Two (1957)
- Dans le recueil : p. 27 à 43
- Résumé :

### Gueule de bois
- Auteur : Charles Runyon
- Titre original : Hangover (1960)
- Dans le recueil : p. 45 à 62
- Résumé :

### Terreur
- Auteur : Ellery Queen
- Titre original : Terror Town (1956)
- Dans le recueil : p. 63 à 100
- Résumé :

### Qui veut la fin...
- Auteur : Harold Q. Masur
- Titre original : The $ 2 000 000 Depense (1958)
- Dans le recueil : p. 101 à 121
- Résumé :

### Le Tiroir oublié
- Auteur : Harry Muheim
- Titre original : The Dusty Drawer (1952)
- Dans le recueil : p. 123 à 142
- Résumé :

### C'est le plombier!
- Auteur : Lawrence Treat
- Titre original : Suburban Tigress (1970)
- Dans le recueil : p. à 159
- Lien externe : la nouvelle a été adaptée sous forme de téléfilm en 1958 (épisode 11 de la troisième saison de la série télévisée Alfred Hitchcock présente sous le titre Chantage (The Deadly)[1]
- Résumé : Le plombier Jack Staley se présente chez Margot Brenner pour procéder au calfeutrage d'une fuite d'eau dans la cave. Se comportant en sans-gêne, il visite sous des prétextes futiles la maison, au point de rendre Margot mal-à-l'aise. Puis il lui annonce un chantage : soit elle lui remet 500 dollars (valeur de 1970), soit il explique à tout le monde, à commencer par l'employeur du mari de Margot, mais aussi au voisinage, à la famille, etc., que Margot et lui ont eu une aventure sexuelle. Que Margot choisisse : soit elle paie, soit elle prend le risque de voir sa réputation ruinée. D'autant plus qu'il cite trois autres femmes du voisinage qui ont cédé au même type de chantage et ont payé sans protester. Margot demande 24 h pour se rendre à la banque. Le lendemain, elle se rend en réalité au commissariat de police, qui envoie un policier. Puis arrive Staley, qui vient pour empocher la somme d'argent. L'homme comprend très vite la manœuvre de Margot et joue l'innocent : mais voyons, elle ne va pas le payer alors que tous deux ont eu beaucoup de plaisir à coucher ensemble la veille ! Le policier, qui était en faction derrière une porte, ne croit pas Margot. Celle-ci se fait ensuite menacer par Staley, qui exige le paiement, sans aucune entourloupe ! Margot contacte les trois femmes du voisinage dont Staley lui a parlé la veille : elles décident de mettre leurs forces en commun pour faire plier l'homme...

### Comme aux jours d'autrefois
- Auteur : James Yaffe
- Titre original : One of the Family (1956)
- Dans le recueil : p. 161 à 183
- Résumé :

### Une histoire de fous
- Auteur : Fredric Brown
- Titre original : The Dangerous People ou Terror on Dangerous People (1945)
- Dans le recueil : p. 185 à 196
- Résumé : M. Bellefontaine se rend à la gare. Il y croise un homme aux habits trop grands, qui a l'air mal à l'aise et qui semble particulièrement agité. Puis il apprend qu'un fou dangereux s'est échappé de l'asile psychiatrique voisin. L'homme qu'il côtoie serait-il le fou en question ? Au fur et à mesure que s'écoulent les minutes, sa terreur augmente...

### Que diriez-vous d'un meurtre?
- Auteur : Jack Ritchie
- Titre original : Anyone for Murder ? (1964)
- Dans le recueil : p. 197 à 213
- Résumé :

### Les Mains de M. Ottermole
- Auteur : Thomas Burke
- Titre original : The Hands of Mr Ottermole (1931)
- Dans le recueil : p. 215 à 235
- Observation : la nouvelle a été adaptée sous forme de téléfilm en 1955 (épisode 32 de la deuxième saison de la série télévisée Alfred Hitchcock présente.
- Résumé :

### Retour en arrière
- Auteur : Dorothy Salisbury Davis
- Titre original : Backward, Turn Backward (1954)
- Dans le recueil : p. 237 à 264
- Résumé :

### La Scène de la mort
- Auteur : Helen Nielsen
- Titre original : Death Scene (1960)
- Dans le recueil : p. 265 à 278
- Résumé :